# Narraga cebraria
Narraga cebraria là một loài bướm đêm trong họ Geometridae.